# Grosuplje
Grosuplje (in passato in tedesco Großlupp) è un comune di 18.403 abitanti della Slovenia centrale. Tra gli abitanti famosi sono da rilevare lo scrittore sloveno-americano Louis Adamic e il presidente del Governo sloveno Janez Janša.

## Storia
In epoca asburgica l'attuale comune di Grosuplje era suddiviso nei comuni catastali di Grosuplje (ted. Großlupp), Stara Vas (ted. Altendorf), Polica (ted. Politz), Blečji Vrh (o Bleč Vrh, ted. Feldsberg), Stranska Vas (ted. Streindorf), Sela (ted. Sello), Šmarje (ted. Sankt Marein), Mali Vrh (ted. Kleingupf), Ponova Vas (o Panova Vas, ted. Pöndorf), Vino (o Vinu), Lipljene (ted. Liplein), Slivnica (ted. Schleinitz), Račna (ted. Ratschna), Ilova Gora, Luče (ted. Leitsch), Loka Velika (ted. Großlack). Inoltre il villaggio di Klein Ilova Gora faceva parte del comune di Zdenska Vas (ted.  Sdenskawas).
In seguito Grosuplje inglobò i comuni di Stara Vas, Stranska Vas e Sela; Šmarje incorporò Mali Vrh; i comuni di Ponova Vas e Vino costituirono il nuovo comune di Šveti Jurij (ted. Sankt Georgen); Blečji Vrh venne accorpata a Polica. Ilova Gora venne inglobata nel comune di Krka (ted. Obergurk). Infine il comune di Loka Velika trasferì il proprio capoluogo nell'ex frazione di Žalina (ted. Schalna), cambiando contestualmente nome. Lipljene, Slivnica e Račna rimasero comuni autonomi.
Dal 1941 al 1943, durante l'occupazione, il territorio di Grosuplje ha fatto parte della Provincia Italiana di Lubiana.

## Geografia antropica

### Suddivisioni amministrative
Il comune di Grosuplje è diviso in 67 insediamenti (naselija):
- Bičje
- Blečji Vrh
- Brezje pri Grosupljem
- Brvace
- Cerovo
- Cikava
- Čušperk
- Dobje
- Dole pri Polici
- Dolenja vas pri Polici
- Gabrje pri Ilovi Gori
- Gajniče
- Gatina
- Gorenja vas pri Polici
- Gornji Rogatec
- Gradišče
- Grosuplje
- Hrastje pri Grosupljem
- Huda Polica
- Kožljevec
- Lobček
- Luče
- Mala Ilova Gora
- Mala Loka pri Višnji Gori
- Mala Račna
- Mala Stara vas
- Mala vas pri Grosupljem
- Male Lipljene
- Mali Konec
- Mali Vrh pri Šmarju
- Malo Mlačevo
- Medvedica
- Paradišče
- Pece
- Peč
- Plešivica pri Žalni
- Podgorica pri Podtaboru
- Podgorica pri Šmarju
- Polica
- Ponova vas
- Praproče pri Grosupljem
- Predole
- Rožnik
- Sela pri Šmarju
- Spodnja Slivnica
- Spodnje Blato
- Spodnje Duplice
- Sveti Jurij
- Škocjan
- Šmarje-Sap
- Tlake
- Troščine
- Udje
- Velika Ilova Gora
- Velika Loka
- Velika Račna
- Velika Stara vas
- Velike Lipljene
- Veliki Vrh pri Šmarju
- Veliko Mlačevo
- Vino
- Vrbičje
- Zagradec pri Grosupljem
- Zgornja Slivnica
- Zgornje Duplice
- Žalna
- Železnica